# محمدعلی حفیظی
دکتر محمدعلی حفیظی (۱۲۹۴-۳ آبان ۱۳۷۱) پزشک متخصص بیماری‌های کودکان، رئیس دانشکده پزشکی دانشگاه تهران و از سال ۱۳۴۸ تا برکناری و تبعید در سال ۱۳۶۵، به مدت ۱۷ سال  رئیس سازمان نظام پزشکی ایران بود.
از مهمترین وقایع دوران حرفه ای دکتر حفیظی اعتصاب گسترده پزشکان ایران در سال ۱۳۶۵ است. در آن سال، دولت میرحسین موسوی لایحه ای در مورد اختیارات و وظایف سازمان نظام پزشکی به مجلس شورای اسلامی ارائه نمود. در مقابل، پزشکان که نسبت به دخالت دولت در قوانین داخلی سازمان نظام پزشکی به عنوان یک نهاد صنفی مستقل اعتراض داشتند دست به اعتصاب زدند. اعتصاب همگانی پزشکان واکنش شدید دادستان کل کشور و دولت میرحسین موسوی را به دنبال داشت.

## زندگی‌نامه
محمدعلی حفیظی در سال ۱۲۹۴ در یزد زاده شد. تحصیلات ابتدایی و متوسطه را در دبیرستان ایرانشهر یزد به پایان برد. دو سال در دانشکده حقوق به تحصیل پرداخت و در ۱۳۱۲ وارد دانشکده پزشکی شد. در ۱۳۱۸ تحصیلات خود را به پایان رساند. بین ۱۳۱۸ تا ۱۳۲۰ خدمت وظیفه را در زابل و خاش گذراند و در سال ۱۳۲۱ به دانشکده پزشکی منتقل و در کتابخانه آن به خدمت پرداخت.
در سال ۱۳۲۵ ش متخصص بیماری‌های کودکان شد و در ۱۳۲۷ رئیس درمانگاه و سردبیر دانشکده پزشکی شد. پس از طی مراحل آموزشی در سال ۱۳۴۵ به ریاست دانشکده پزشکی تهران رسید. مدت ۷۱ سال دبیرکل نظام پزشکی بود و سرانجام، در آبان ۱۳۷۱ ش بدرود حیات گفت. مراسم ترحیم مفصلی  با شرکت انبوهی از پزشکان در مسجد امام حسن عسگری در سهروردی برای او برگزار شد.

## زندگی حرفه‌ای
حفیظی مدت پانزده سال دانشکده‌های پزشکی، دندانپزشکی، داروسازی و حتی بعضی مدارس عالیه پزشکی کشور را اداره کرد. همچنین در ۱۳۴۷ ش یک دورة آموزش پزشکی را در خارطوم، پایتخت سودان، گذراند. کتابهای راهنمای دانشکده پزشکی و تاریخ طب ایران تألیف اوست.
حفیظی در ۱۳۳۰ به سمت دانشیار بیماری‌های همگانی و تجربی رسید و در ۱۳۳۲ مفتخر به عنوان استادی دانشکده پزشکی دانشگاه تهران شد. در ۱۳۴۲ سمت معاونت دانشکده پزشکی و در ۱۳۴۵، ریاست آن، به وی محول گردید. در فاصله سال‌های ۱۳۴۸–۱۳۶۵ به سمت دبیر کلی در سازمان نظام پزشکی رسید.
موحدی به نقل از  مسلم بهادری دربارهٔ  حفیظی چنین آورده‌است: «هنگامی که  حفیظی در سال ۱۳۴۲ معاون دانشکده پزشکی و در سال ۱۳۴۵ رئیس دانشکده شد، کما فی‌السابق نظم و ترتیب پیشین برقرار بود و همواره همانند سر دبیر دانشکده پزشکی ظاهر می‌شد. در گوشهای از اتاق ریاست دانشکده پزشکی خارج از میز رئیس می‌نشست و به کارها رسیدگی می‌کرد و اغلب معاونین و همکارانش نیز در همان اتاق حضور داشتند. در مدت قریب به شش سال دورة معاونت و ریاست دانشکده پزشکی نشان داد که متعلق به مردم، دانشجو و استاد و برای خدمت به آنهاست، نه ریاست بر آنها، خاضعانه و با حیایی مخصوص به خود به کارها رسیدگی می‌کرد. در برخورد با پرخاشگران و
زیاده‌طلبان و مهاجمان به حقوق مردم ایستادگی داشت و مقاومت لجوجانهاش زبانزد بود؛ ولی در مقابل دانشجویان، ضعفا، نیازمندان پدرانه به کمک آنها می‌شتافت. در تمام این مدت از مزایای قانون تمام وقت دانشگاه که از سال ۱۳۴۲ در دانشگاه متداول شده بود استفاده نکرد. با همان قانون به اصطلاح نیمه‌وقت کار کرد و بازنشسته شد. بخشی از بعدازظهر و اوایل شب را منظماً به مطب کوچک خود واقع در میدان شاپور سابق، که مدتی هم منزل مسکونیاش بود، می‌رفت و به درمان بیماران و دردمندان
می‌پرداخت و با آنکه متخصص بیماریهای کودکان بود. هیچ‌گاه به عنوان متخصص پولی اضافی دریافت نکرد و حتی پولی که به عنوان ویزیت به او داده می‌شد نگاه نمی‌کرد و گاهی نیز از کمک مالی به بیماران مستمند کوتاهی نداشت، برخی از داروسازان محل شاهد بودند.»
محمدعلی حفیظی در سمتهای دانشگاهی (سردبیری، معاونت، ریاست دانشکده پزشکی) شدیداً به استقلال دانشکده پزشکی، دانشگاه و حرمت استادان اهمیت می‌داد و حتی در موردِ آن تعصب داشت.
وظیفه دانشکده پزشکی را تربیت‌کننده پزشکان متخصص و متعهد به خدمتگزاری می‌دانست. در کمک به دانشجویان از هیچ اقدامی دریغ نداشت و حتی تا مرز خطر پیش می‌رفت. در ماجراهای داغ سیاسی وقت، با دانشجویان مشابه فرزندان خود رفتار می‌کرد. خشونت را مردود می‌دانست. در مقام اجرایی، حامی دانشجویان بود با
آنهایی که با دانشگاه سر ستیز داشتند مبارزه و از دانشجویان دفاع می‌کرد. حتی این دفاع و حمایت از دانشجویان گاهی در خفا صورت می‌گرفت و دانشجویان از آن اطلاع نداشتند. بسیاری از دانشجویان اخراجی که هم‌اکنون از شخصیتهای سرشناس پزشکی هستند با وساطت و مسئولیت او به دانشگاه بازگشتند. برای بازگرداندن دانشجویان از اعتبار و نفوذ خود مایه می‌گذاشت.
حفیظی پیش از تشکیل سازمان نظام پزشکی ایران به همراه عده‌ای از استادان در تنظیم قانون نظام پزشکی مشارکت کرد. در اولین دورة انتخابات نظام پزشکی ایران به عنوان نماینده تهران در سازمان مرکزی برگزیده شد و در همان دوره، سردبیر سازمان نظام پزشکی ایران از طرف منتخبان شد. بیشتر آئین‌نامه‌های نظام پزشکی دستاورد زحمات اوست.  حفیظی در همة انتخابات سازمان نظام پزشکی شرکت کرد و همواره نام او
در صدر جدول منتخبان قرار داشت.
کار، برای   حفیظی چنان جدی بود که در زمان اطلاع از خبر غرق شدن ناوچه پیکان و ناپدید شدن فرزندش، شهید حسین حفیظی، کار در نظام پزشکی را ترک نگفت و در کتابخانه غمگین و صبور کارها را دنبال می‌کرد و برادر خود  مهدی حفیظی و نیز  مسلم بهادری را برای پیگیری امر به ستاد نیروی دریایی فرستاد.

## درگذشت
ايشان در سال ۱۳۷۱ فوت كردن، 
روحش شاد

## مسئولیت‌ها و فعالیت‌ها
در راهنمای اعضای هیئت علمی دانشگاه‌ها و مؤسسات آموزش عالی کشور، سال تحصیلی ۱۳۴۵–۱۳۵۵ مسئولیتها و فعالیت‌های او چنین ذکر شده‌است:
- رئیس، معاون و مدرس دانشکده پزشکی دانشگاه تهران از ۱۳۳۲
- سردبیر کل نظام پزشکی ۱۳۴۸–۱۳۶۵
- عضو هیئت اجرایی مسابقات ورودی سراسری از ۱۳۴۴
- مسئول آزمونهای ورودی سراسری دانشگاه‌ها
- عضو هیئت ممیزی دانشگاه تهران در ۱۳۴۴–۱۳۴۵
- نماینده دانشکده پزشکی در شورای دانشگاه ۱۳۴۷
- سرپرست تشکیلات نظام پزشکی و دبیرکل نظام پزشکی در ۱۳۴۸
- عضو کمیسیون دارویی دانشکده پزشکی در ۱۳۴۹
- عضو شورای عالی مرکز پزشکی، بهداری در ۱۳۵۰
- رئیس هیئت رسیدگی بدوی انتظامی دانشگاه در ۱۳۵۰
- صاحب امتیاز و مسئول مجله علمی نظام پزشکی

با توجه به آنکه محمدعلی حفیظی ارتباط تنگاتنگی با نگارش و مدیریت فرهنگی و انتشاراتی داشت، به نوعی می‌توان آنچه در دوران ریاست و سردبیری دانشکده پزشکی و نیز نظام پزشکی منتشر شد، ازجمله پژوهشهای نوشتاری ایشان به حساب آورد.